# Асоциальная сеть
«Асоциальная сеть» (англ. Silk Road — Шёлковый путь) — триллер режиссёра Тиллера Расселла. Мировая премьера должна была состояться на кинофестивале «Трайбека» 16 апреля 2020 года, но проведение фестиваля было отложено из-за пандемии COVID-19.
В России премьера фильма состоялась 11 марта 2021 года.

## Сюжет
Фильм рассказывает о поимке Росса Ульбрихта — основателя Silk Road, анонимной торговой площадки в даркнете, ставшей известной как крупный интернет-магазин нелегальных товаров, в первую очередь запрещённых психоактивных веществ.

## В ролях
- Джейсон Кларк — Ричард «Рик» Боуден «Юрский Нарк»
- Ник Робинсон — Росс Ульбрихт
- Александра Шипп — Джулия Ви
- Джимми Симпсон — Крис Талберт
- Пол Уолтер Хаузер — Кёртис Кларк Грин
- Даррелл Бритт-Гибсон — Рэйфорд
- Кэти Аселтон — Сэнди Боуден
- Лекси Рэйб — Эди Боуден
- Дэниел Дэвид Стюарт — Макс
- Уилл Ропп — Шилдс

## Производство
В мае 2019 года Коул Спроус, Даррелл Бритт-Гибсон и Джимми Симпсон присоединились к актёрскому составу фильма. В июне 2019 года Пол Уолтер Хаузер, Кэти Аселтон и Лекси Рэйб присоединились к актёрскому составу фильма. В этот же месяц Дэниел Дэвид Стюарт присоединился к касту, заменив Спроуса.

### Съёмки
Съёмочный период начался в июне 2019 года в Альбукерке, Нью-Мексико.

## Выпуск
Мировая премьера должна была состояться на кинофестивале «Трайбека» 16 апреля 2020 года, но проведение фестиваля было отложено из-за пандемии COVID-19.